# 夏行美
夏行美（?—?），遼朝（契丹）軍事人物，渤海人。
辽圣宗太平九年（1029年），大延琳反辽，夏行美在保州总渤海军。大延琳派使者到保州希望夏行美起兵，夏行美抓住使者送给統軍耶律蒲古，又把呼应反乱的一百人殺死。大延琳勢力无法扩大，婴城自守，数月城破。夏行美以功加同政事門下平章事之位。太平十年（1030年）提升为忠順軍節度使。
重熙十七年（1048年），转任副部署，从点检耶律義先讨蒲奴里，擒获其首長陶得里回京，後致仕。死後，辽兴宗思念其功，遣使祭于家。

## 延伸阅读
[在维基数据编辑]
 《遼史·卷87》，出自脱脱《遼史》